# 香農-歐格巴尼·亞比達
香農-歐格巴尼·亞比達（英語：Shannon-Ogbnai Abeda，1996年5月15日—）為在加拿大出生的厄利垂亞高山滑雪運動員。亞比達將代表厄利垂亞參加2018年冬季奧林匹克運動會高山滑雪比賽，並將成為首位參加冬季奧林匹克運動會的厄利垂亞運動員。亞比達的雙親由於1980年代的厄利垂亞獨立戰爭，而逃到加拿大，亞比達也曾代表厄利垂亞參加在奧地利因斯布魯克舉行的2012年冬季青年奧林匹克運動會。

## 外部連結
- Olympic.org運動員頁面